# Poursuite individuelle masculine aux Jeux olympiques d'été de 2008
Navigation
Athènes 2004
La Poursuite individuelle masculine, épreuve de cyclisme sur piste des Jeux olympiques d'été de 2008, a lieu le 16 août 2008 sur le Vélodrome de Laoshan de Pékin. La course est remportée par le coureur britannique Bradley Wiggins.

## Qualification
Les seize participants se rencontrent lors de séries. Les huit meilleurs temps se qualifient pour les demi-finales.
| Série | Nom                | Pays             | Temps               | Rang |
| ----- | ------------------ | ---------------- | ------------------- | ---- |
| 1     | Fabien Sanchez     | France           | 4 min 33 s 100      | 15   |
| 1     | Brett Lancaster    | Australie        | 4 min 26 s 139      | 12   |
| 2     | Carlos Alzate      | Colombie         | 4 min 35 s 154      | 16   |
| 2     | Steven Burke       | Grande-Bretagne  | 4 min 22 s 260 Q    | 5    |
| 3     | Antonio Tauler     | Espagne          | 4 min 22 s 462 Q    | 6    |
| 3     | Jens Mouris        | Pays-Bas         | 4 min 27 s 445      | 13   |
| 4     | Vitaliy Popkov     | Ukraine          | 4 min 30 s 321      | 14   |
| 4     | Alexandr Pliuschin | Moldavie         | 4 min 35 s 438      | 17   |
| 5     | Sergi Escobar      | Espagne          | 4 min 26 s 102      | 10   |
| 5     | Alexander Serov    | Russie           | 4 min 23 s 732 Q    | 8    |
| 6     | Taylor Phinney     | États-Unis       | 4 min 22 s 860 Q    | 7    |
| 6     | Volodymyr Dyudya   | Ukraine          | 4 min 21 s 530 Q    | 4    |
| 7     | Bradley McGee      | Australie        | 4 min 26 s 084      | 9    |
| 7     | David O'Loughlin   | Irlande          | 4 min 26 s 102      | 11   |
| 8     | Jenning Huizenga   | Pays-Bas         | 4 min 37 s 097      | 18   |
| 8     | Hayden Roulston    | Nouvelle-Zélande | 4 min 18 s 990 Q    | 2    |
| 9     | Bradley Wiggins    | Grande-Bretagne  | 4 min 15 s 031 Q OR | 1    |
| 9     | Alexei Markov      | Russie           | 4 min 21 s 498 Q    | 3    |

## Phase finale

### Demi-finales
Dans ce tour, chaque cycliste est placé dans une série sur la base des temps obtenus pendant les qualifications. Les deux meilleurs temps de ces duels se qualifient pour la finale, les 3e et 4e temps pour la petite finale. Les perdants reçoivent un classement en fonction du temps obtenu pendant ce tour.
| Nom              | Pays            | Temps          | Rang |
| ---------------- | --------------- | -------------- | ---- |
| Volodymyr Dyudya | Ukraine         | 4 min 22 s 471 | 5    |
| Steven Burke     | Grande-Bretagne | 4 min 21 s 558 | 3    |

| Nom            | Pays    | Temps          | Rang |
| -------------- | ------- | -------------- | ---- |
| Alexei Markov  | Russie  | 4 min 22 s 308 | 4    |
| Antonio Tauler | Espagne | 4 min 24 s 974 | 6    |

| Nom             | Pays             | Temps          | Rang |
| --------------- | ---------------- | -------------- | ---- |
| Hayden Roulston | Nouvelle-Zélande | 4 min 19 s 232 | 2    |
| Taylor Phinney  | États-Unis       | 4 min 26 s 644 | 8    |

| Nom             | Pays            | Temps          | Rang |
| --------------- | --------------- | -------------- | ---- |
| Bradley Wiggins | Grande-Bretagne | 4 min 16 s 571 | 1    |
| Alexander Serov | Russie          | 4 min 25 s 391 | 7    |

### Finales
| Nom             | Pays             | Temps          | Rang |
| --------------- | ---------------- | -------------- | ---- |
| Bradley Wiggins | Grande-Bretagne  | 4 min 16 s 977 | 1    |
| Hayden Roulston | Nouvelle-Zélande | 4 min 19 s 611 | 1    |

| Nom           | Pays            | Temps          | Rang |
| ------------- | --------------- | -------------- | ---- |
| Steven Burke  | Grande-Bretagne | 4 min 20 s 947 | 1    |
| Alexei Markov | Russie          | 4 min 24 s 149 | 4    |